# Dorothy D. Lee
Dorothy Demetracopolou Lee (1905-1975) foi autora e pensadora de antropologia cultural
Lee foi antropóloga social na Vassar College, em Nova York, cujo trabalho é mais associado com Benjamin Whorf e escreveu sobre os idiomas Wintu, Hopi, Tikopia, Trobriand, e muitas outras culturas.
Ela foi a "Líder do Programa de Antropologia Cultural" na  Merrill-Palmer School e ex-membro do Instituto de Estudos Interculturais (Institute for Intercultural Studies).